# Палуца
Палуца (итал. Paluzza) је насеље у Италији у округу Удине, региону Фурланија-Јулијска крајина.
Према процени из 2011. у насељу је живело 1241 становника. Насеље се налази на надморској висини од 593 м.

## Становништво
Према резултатима пописа становништва 2011. у општини је живело 2.372 становника.
| 1936. | 1951. | 1961. | 1971. | 1981. | 1991. | 2001. | 2011. |
| ----- | ----- | ----- | ----- | ----- | ----- | ----- | ----- |
| 3.839 | 4.271 | 4.116 | 3.354 | 3.282 | 3.030 | 2.597 | 2.372 |